# Bathybagrus
Bathybagrus is een geslacht van straalvinnige vissen uit de familie van de stekelmeervallen (Claroteidae).

## Soorten
- Bathybagrus grandis (Boulenger, 1917)
- Bathybagrus graueri (Steindachner, 1911)
- Bathybagrus platycephalus (Worthington & Ricardo, 1937)
- Bathybagrus sianenna (Boulenger, 1906)
- Bathybagrus stappersii (Boulenger, 1917)
- Bathybagrus tetranema Bailey & Stewart, 1984